# 布鲁斯·德林
布鲁斯·菲利普·德林（英語：Bruce Phillip Derlin；1961年11月28日—）是一名新西蘭已退役男職業網球運動員，在1984年12月10日取得個人單打排名新高的115名，而最高雙打排名則於1986年5月19日達到83名。他曾代表新西蘭參加1988年夏季奥林匹克运动会網球比賽，但在雙打第二輪出局。

## 巡迴賽決賽及冠軍

### 單打
| 賽果 | 日期       | 賽事         | 類型   | 地面 | 對手          | 比分     |
| ---- | ---------- | ------------ | ------ | ---- | ------------- | -------- |
| 冠軍 | 1981年8月  | 西班牙巴拉   | 挑戰賽 | 泥地 | 理查德·劉易斯 | 7–6, 6–3 |
| 負   | 1989年9月  | 意大利熱拿亞 | 挑戰賽 | 泥地 | 芒努斯·拉松斯 | 1–6, 3–6 |
| 負   | 1989年11月 | 中國北京     | 挑戰賽 | 硬地 | 金奉洙        | 4–6, 2–6 |

## 外部連結
- 布鲁斯·德林（英文/西班牙文）的官方資料